# Yvan Bostyn
Yvan Bostyn (Ieper, 8 oktober 1942) is een voormalig Belgisch topambtenaar.

## Levensloop
Na een korte academische periode aan de Rijksuniversiteit Gent ging Bostyn aan de slag bij Rijksdienst voor Arbeidsvoorziening (RVA), alwaar hij doorgroeide tot directeur te Vilvoorde.
Vervolgens werd hij werkzaam als kabinetschef van Vlaams minister van Tewerkstelling Roger De Wulf (SP). Vanuit deze hoedanigheid stond hij in 1989 mee aan de wieg van Vlaamse Dienst voor Arbeidsbemiddeling en Beroepsopleiding (VDAB), waarvan hij in 1990 werd aangesteld als administrateur-generaal. Deze functie oefende hij uit tot 1 september 2004. Hij werd in deze hoedanigheid opgevolgd door Fons Leroy. Wel bleef Bostyn actief als voorzitter van de raad van bestuur van T-groep, dat tot 2002 deel uitmaakte van de VDAB. Eind 2005 diende hij zijn ontslag in als bestuurder na kritiek over belangenvermenging en overdreven vergoedingen.
In 1998 werd hij verkozen tot overheidsmanager van het jaar. Daarnaast is hij sinds 29 september 2004 grootofficier in de Orde van Leopold II.